# Bistum Campos
Das Bistum Campos (lat.: Dioecesis Camposina) ist eine in Brasilien gelegene römisch-katholische Diözese mit Sitz in Campos dos Goytacazes im Bundesstaat Rio de Janeiro.

## Geschichte
Das Bistum Campos wurde am 4. Dezember 1922 durch Papst Pius XI. mit der Apostolischen Konstitution Ad supremae Apostolicae Sedis aus Gebietsabtretungen des Bistums Niterói errichtet und dem Erzbistum São Sebastião do Rio de Janeiro als Suffraganbistum unterstellt. Am 26. März 1960 gab das Bistum Campos Teile seines Territoriums zur Gründung des Bistums Nova Iguaçu ab. Das Bistum Campos wurde am 26. März 1960 dem Erzbistum Niterói als Suffraganbistum unterstellt.
Auf dem und für das Gebiet des Bistums wurde im Jahr 2002 die Apostolische Personaladministration St. Johannes Maria Vianney errichtet, die auf den früheren Bischof von Campos, Antônio de Castro Mayer, und die Auseinandersetzungen um die Liturgiereform nach dem Zweiten Vatikanischen Konzil zurückgeht.

## Bischöfe von Campos
- Henrique César Fernandes Mourão SDB, 1925–1935, dann Bischof von Cafelândia
- Octaviano Pereira de Albuquerque, 1935–1949
- Antônio de Castro Mayer, 1949–1981
- Carlos Alberto Etchandy Gimeno Navarro, 1981–1990, dann Erzbischof von Niterói
- João Corso SDB, 1990–1995
- Roberto Gomes Guimarães, 1995–2011
- Roberto Francisco Ferrería Paz, seit 2011